# Aichach (Algertshausen)
Aichach war ein Gemeindeteil der Stadt Aichach im Landkreis Aichach-Friedberg.
Der Ort mit der topografischen Angabe Bahnhof liegt auf der Gemarkung Algertshausen und ist nicht identisch mit dem Hauptort Aichach.

## Geschichte
Aichach war ein Gemeindeteil der Gemeinde Algertshausen und kam mit deren Eingemeindung am 1. Januar 1974 zur Stadt Aichach. Der Bahnhof Aichach lag ursprünglich im Gemeindegebiet von Algertshausen auf der anderen Seite der Paar, weshalb der Ort des Bahnhofs ebenfalls Aichach genannt wurde. Durch die Eingemeindung von Algertshausen nach Aichach kam neben dem Hauptort Aichach (Gemeindeteilschlüssel 001) noch der gleichnamige Bahnhof (Gemeindeteilschlüssel 003) zur Stadt Aichach.
Einwohnerentwicklung
| Jahr          | 1871 | 1925 | 1950 | 1970 | 1987  |
| Einwohnerzahl | 0    | 21   | 18   | 3    | 0     |
| Quelle        |      |      |      |      | Anm.; |

Der Gemeindeteil „Bahnhof“ wurde auf Antrag der Stadt Aichach durch Bescheid des Landratsamtes Aichach-Friedberg vom 14. April 2022 aufgehoben.